# 可児吉長
可児 吉長（かに よしなが）は、戦国時代から江戸時代初期にかけての武将。槍の名手として知られた。通称の才蔵（さいぞう）でよく知られており、以下本稿でも才蔵と記す。

## 生涯

### 前半生
天文23年（1554年）、美濃国可児郡（現在の岐阜県御嵩町）に生まれ、幼少期を願興寺で過ごす。寺伝では元朝倉氏の側室の子として生まれたという伝えがある。宝蔵院流槍術の開祖、覚禅房胤栄に槍術を学んだとされる。
織田信長の家臣であった柴田勝家、明智光秀、前田利家らに仕えた（後述するように、森長可に仕えた時期もあったとする説もある）。そして信長の三男・信孝に仕えるも、天正11年（1583年）に信孝が羽柴秀吉の攻撃を受けて自害したため、秀吉の甥・秀次に仕えた。
しかし小牧・長久手の戦いで秀次が徳川家康に大敗を喫すると、秀次と対立して浪人になった。

### 福島正則の家臣
その後、伊予国11万石の領主となった福島正則に仕えて750石の知行を与えられた。天正18年（1590年）の小田原征伐では北条氏規が守備する韮山城攻撃に参加し、先頭に自ら立って攻撃した。
慶長5年（1600年）の関ヶ原の戦いでは福島軍の先鋒隊長として参加し、前哨戦の岐阜城の戦いでも3、関ヶ原本戦でも敵兵の首を17も取り、家康からも大いに賞賛された。ただし17のほうは戦後に笹の葉を含ませていた首の数である（後述の「武勇」参照）。
この武功により、正則から500石を新たに知行として与えられた。後に746石に加増された。

### 最期
正則が関ヶ原の功績により安芸国広島藩に加増移封されると、それに従って広島に赴いた。
才蔵は若いころから愛宕権現を厚く信仰していたため、「我は愛宕権現の縁日に死なん」と予言していたとされる。その予言通り、慶長18年（1613年）6月24日の愛宕権現の縁日の日、潔斎して身を清め、甲冑を着けて床机に腰掛けたまま死去したと伝えられている。
遺言により広島の矢賀の坂の脇に葬られ、「尾州羽栗郡の住人可児才蔵吉長」と刻んだ石塔が建てられたという。現在は広島市東区東山町の才蔵寺にて弔われている。享年60。

## 人物・逸話

### 武勇
前述のように、才蔵は主君を何度も変えている。しかし、同じように仕官先を転々とした藤堂高虎が変節漢などと謗られ、現代でも小説などで否定的に描かれるのに対し、才蔵の人気は当時からかなり高かった。当時、墓前を通る者は才蔵の武勇を賞賛しその墓前で下馬して礼を送った。
笹の指物を背負って戦い、戦いにおいては敵の首を討つことが常に多くてとても腰に抱えることができなかった。
このため指物の笹の葉をとって首の切り口に入れておいた（あるいは口にくわえさせた）という。
このため、才蔵の討った首と合戦の直後にすぐにわかったという。
これらの経緯から、「笹の才蔵」と称された。笹を敵の首に入れだしたのは森長可に仕えていたころとされ、甲州征伐で森長可が460余の首級を実検した際、才蔵は3つの首を持って長可の前に現れ、「16の首を捕り申した」と豪語した。長可が3つしかないではないかと訝ると「首が多すぎて捨てました。ただし捕った首には笹の葉を含ませて置いて参りました」と述べた。
長可が調べさせると笹を含んだ13の首級が見つかり、才蔵はこの時から笹の才蔵の異名を取った。笹（ささ）を口に含ませるということは、酒（ささ）を討取った相手に飲ます最後の手向けという意味合いもあるといわれる。
才蔵は武将というより大名家の一兵士的な身分だったが、それにも関わらず今も高名である理由として関ヶ原の合戦に於ける活躍を家康から大いに賞賛されたことを挙げる人がいる。家康が賞賛した際、才蔵は20個の首級を挙げている。
武功は常に大きく、「先陣を進み、槍を合わすこと二十八、敵の首を捕る事二十騎、言語道断古今無し」と評されている。江戸時代中期の『常山紀談』には、ある説によればとして、丹羽山城（助兵衛）、谷出羽、笹野才蔵、稲葉内匠、中黒道随、渡辺勘兵衛、辻小作は義兄弟の約束をして武勇に励み、立身を誓い合った仲で「天下七兄弟」と呼ばれたという。
関ヶ原の戦いでは、武の友である梶田繁政と共に雌雄を争い、大谷吉継の陣へ攻め入って大功をあらわし、宇喜多秀家の陣へ突入。十字無盡に働いて大将株の首級を互いに取り、徳川家康の本陣へ持ち帰り、徳川家康から互いに賞賛された。後、繁政も共に福島正則に仕えた。

### 福島家以外の時代に関連する逸話
秀次が長久手の戦いで大敗した時、才蔵は真っ先に逃げ、それを見た秀次が激怒して解雇したとされる。
この時、敗軍の混乱で徒歩で逃げていた秀次の横を才蔵が馬で通りかかった。それを見た秀次が「馬をよこせ」と言ったところ「雨の日の傘に候」と答え、そのまま走り去ったという。
つまり（自分が逃げるのに）必要なものであるので、たとえ主君であっても譲ることはできないというのである。
異説では、「この敵（徳川軍）に槍は通じない。くそくらえだ」と放言して秀次の怒りを買ったともされる。
またその他にも、「意識無くそんなことをやったか」と述べて自分から浪人したともされる。
ある時、宝蔵院胤栄に槍を学んだ際、却って槍が上手く使えなくなり、相談したところ、「中途に技術を使おうとするから上手くいかないのです。無心の状態でも使えるようになるまで一心に修行なさい」と諭され、その修行の結果、今度は惑うことなく自在に槍を振るえるようになったという。

### 福島家の時代
韮山城攻めの時、氏規はその剛勇に感嘆し、「あの武将は誰か」と尋ねたという。
関ヶ原で東軍の先鋒は正則と決まっていたが、徳川家の井伊直政と松平忠吉が抜け駆けしようとした。
この時、才蔵はそれを咎めて引き止めようとしたが直政は忠吉の名をあえて持ち出したため才蔵もそれ以上咎められず道を譲り、直政らが先陣を盗むのを歯がゆい思いで見逃すしかなかったとされる。
自分の部下を大切にし、特にその中に武勇に優れていた者がいれば惜しみなく自らの禄を分け与えたという。
あるとき、才蔵に対して試合を申し込む武者が現れた。
すると才蔵は笹の指物を背中に指し甲冑で身を固め、さらに部下10名に鉄砲を持たせて試合の場に現れたという。
相手が「これは実戦ではなく試合だ」というと、才蔵は「俺の試合は実戦が全てだ」と笑いながら答えたという。
これは、才蔵がたとえ試合でも油断無く構えていたことを示していたものとされる。
晩年も意気は少しも衰えず、常に馬を乗り回していた。
周囲の人々が「年齢を考えては」と言うと「老衰するのは人による」と笑って答えたという。
しかしさすがに重かったのか、長刀は部下に持たせることが多かった。
これを受けて部下が「才蔵様も年をとられましたね」と言うと、長刀を取ってその部下の首を打ち落としたと伝えられている。

## 祭り
- 2017年10月、「可児才蔵まつり in 願興寺」が、岐阜県御嵩町御嵩の願興寺で行われた[6]。トークショーの担当がクリス・グレンであり、戦国武将の中で一番好きな武将と述べた。

## 子孫
笹公人（歌人・ミュージシャン）、イシイジロウ（ゲームクリエイター）の家には、可児吉長の子孫とする家系図が伝わる。笹によると、「笹の才蔵」の異名から子孫が改姓したという。

## 関連文献

### 小説
- 俺は権現（司馬遼太郎著）
- 鑓の才蔵（近衛龍春著）
- 可児才蔵（志木沢郁著）
- わが槍を捧ぐ 戦国最強の侍・可児才蔵（鈴木英治著）
- 笹を噛ませよ（『決戦！関ヶ原』収録、吉川永青著）

### 漫画
- センゴク（宮下英樹著）：主人公の仙石秀久と、織田軍内の模擬合戦で激闘を繰り広げた。また、小谷城の戦いでは仙石や藤堂高虎とそれぞれ隊を率い、攻略を競った。